# Baptotropa
Baptotropa é um gênero de mariposa pertencente à família Crambidae.